# Gott Überall

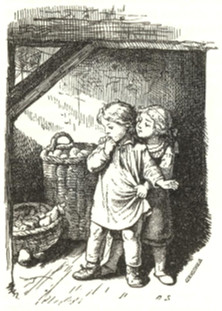
Holzschnitt, Ludwig Richter

Gott Überall ist ein Märchen. Es steht in Ludwig Bechsteins Deutsches Märchenbuch an Stelle 64 (1845 Nr. 36).

## Inhalt
Die Eltern gehen aus und geben den Kindern Brot. Der Bub will noch Rübensaft aus dem Schrank naschen, doch das Mädchen lässt es nicht zu, Gottes Sonnenstrahlen scheinen ja an den Schrank. Auch bei den Birnen auf dem Dachboden fallen sie durch die Ziegel herein. Der Bub zieht sein Schwesterchen zum Rahmtopf im Keller. Die Sonne scheint durch eine Mauerritze, da geht das Mädchen nach oben und hat Besuch von einem Engel. Der Bub verstopft die Ritze mit Moos und nascht Rahm. Es donnert und blitzt, ein schwarzer Mann setzt sich vor ihn hin, dass er erstarrt, bis die Mutter ihn herausholt und straft. Er wird später ein redlicher Mann.

## Herkunft

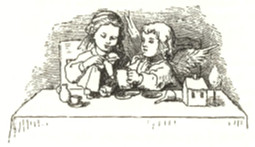
Holzschnitt, Ludwig Richter

Die Quelle ist unbekannt. Vgl. zum Motiv der Sonnenstrahlen Bechsteins Sonnenkringel, bei Grimm Die klare Sonne bringt’s an den Tag.